# Manfredino Boxilio
Manfredino Boxilio (Castelnuovo Scrivia, ... – 24 giugno 1496) è stato un pittore italiano padre del maestro Franceschino Boxilio morto nel 1525.

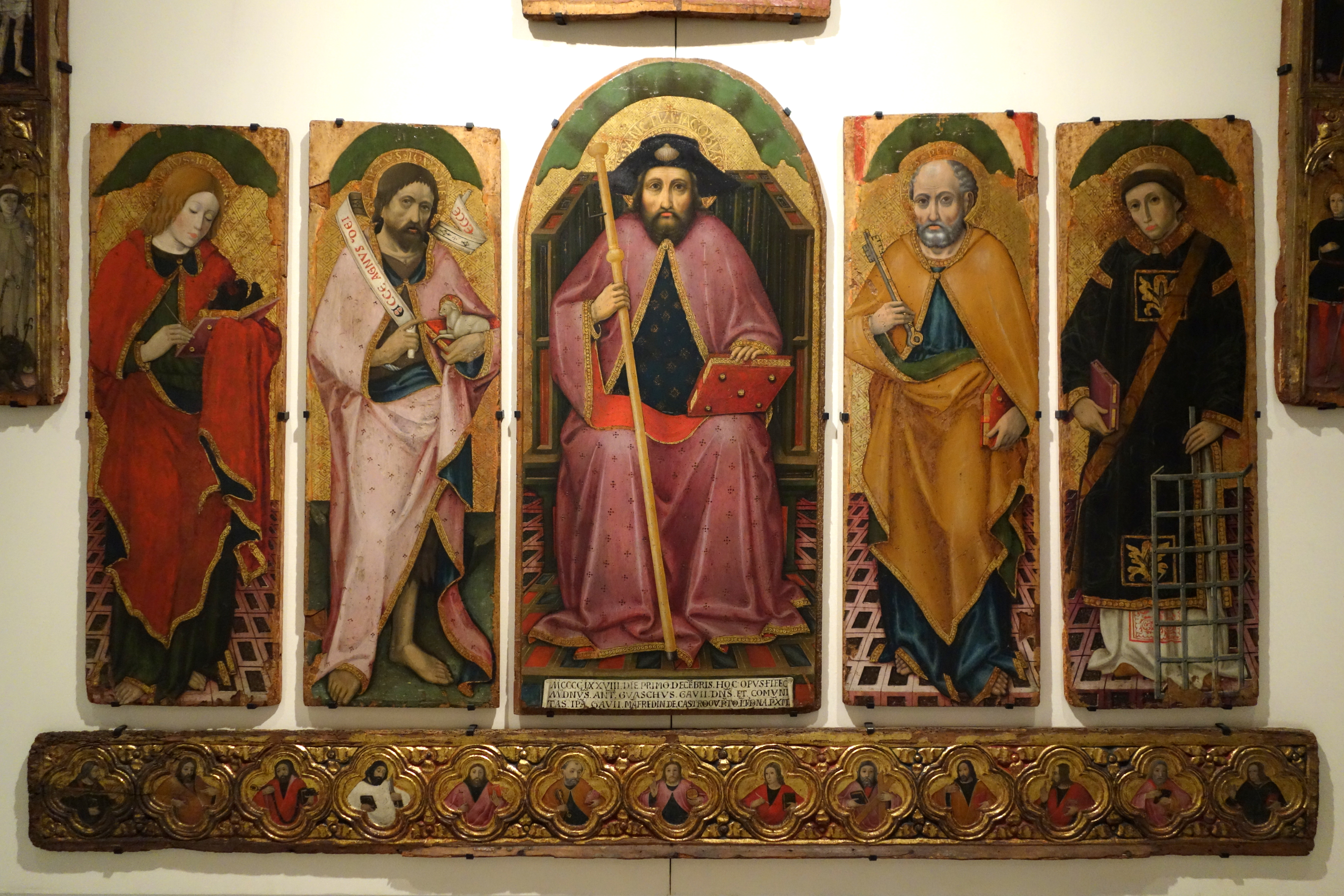
polittico, Accademia Ligustica di Belle Arti a Genova

Detto anche Manfredino Bosilio o Manfredino da Castelnuovo, fu attivo, insieme al figlio, nella diocesi di Tortona fino alla fine del XV secolo.
Allo studio dei due artisti sono attribuiti una parte degli affreschi nell'antica Pieve di San Pietro di Volpedo.
Un suo polittico, firmato "Manfredinus de Castronovo i Terdona", si trova presso l'Accademia ligustica di belle arti a Genova.